# Randy Turpin
Randolph Adolphus Turpin meglio conosciuto come Randy Turpin (Leamington Spa, 7 giugno 1928 – Leamington Spa, 17 maggio 1966) è stato un pugile inglese, campione del mondo dei pesi medi nel 1951 e avversario di Tiberio Mitri.

## Biografia
Turpin nacque da padre di colore giunto dalla Guyana britannica sino in Inghilterra per combattere nella prima guerra mondiale. Incontrò la futura moglie in un ospedale dove era stato ricoverato per le ferite riportate nella battaglia della Somme. Ebbe cinque figli e poi venne a mancare lasciando Randolph orfano a meno di un anno. Anche il fratello maggiore Dick fu un buon pugile.

### Carriera pugilistica
Pugile estremamente dotato, Randy Turpin divenne campione del mondo dei pesi medi il 10 luglio del 1951 battendo Sugar Ray Robinson, all'Earls Court Arena, nel distretto di Kensington, a Londra. Il sensazionale incontro finito ai punti in 15 riprese costituì l'apice della carriera del pugile inglese. Fu la seconda sconfitta per il fuoriclasse statunitense
Tre mesi dopo fu disputata la rivincita al Polo Grounds di New York, di fronte a 61.370 spettatori paganti e un incasso record di 767.630 dollari. Robinson era in vantaggio ai punti, ma in uno scontro Turpin gli procurò una ferita alla testa. Con l'incontro a rischio, lo statunitense si trovò costretto a chiuderlo al più presto. Aggredì Turpin e lo atterrò, poi lo mise alle corde colpendolo in modo così scatenato da costringere l'arbitro ad interrompere l'incontro al 10º round, riprendendosi il titolo mondiale.
Dopo il primo ritiro dalla boxe di Ray Robinson, Turpin fu designato dall'EBU per combattere con il francese Charles Humez la semifinale per la cintura mondiale, in un incontro valido anche per il titolo europeo ugualmente vacante. Il 9 giugno 1953, sul ring del White City Stadium di Londra, Charles Humez fu sconfitto da Turpin ai punti in quindici riprese.
Turpin poté quindi combattere nuovamente per il titolo mondiale il 21 ottobre 1953, al Madison Square Garden contro lo statunitense Bobo Olson. L'inglese dominò i primi quattro round, mettendo in forte difficoltà Olson già nel primo round. Poi l'avversario prese a condurre e gli inflisse due knockdown al decimo e all'undicesimo round per concludere vittoriosamente ai punti.
Il 2 maggio 1954, Turpin salì su un ring allestito allo Stadio Torino (oggi Flaminio) di Roma, per mettere in palio la cintura europea dei medi con Tiberio Mitri, che aveva già sconfitto suo fratello maggiore Dick. L'esito è clamoroso. Dopo poche fasi di studio, passa appena 1:05 che Mitri fa partire un micidiale gancio sinistro al mento dell'avversario che crolla al tappeto e batte la testa. Turpin tenta di rialzarsi al conto di sette ma, dopo pochi passi, ricade tra la seconda e la terza corda. L'arbitro non poté far altro che assegnare la vittoria alla prima ripresa per knock-out tecnico all'italiano, che tornò a indossare la cintura di campione europeo dei pesi medi.
Dopo questo incontro Turpin salì nella categoria superiore dei mediomassimi. Conquistò il titolo di Campione dell'Impero britannico il 26 aprile 1955 battendo per KO al secondo round Alex Buxton. Si aggiudicò anche la rivincita con il medesimo avversario per knock-out tecnico. Difese ancora vittoriosamente il titolo ai punti contro Arthur Howard, sul ring di Leicester.
Si ritirò una prima volta nel 1958, per poi tornare vittoriosamente a combattere due incontri nel 1963 e nel 1964.

### Dopo il ritiro
Dopo il ritiro, Turpin condusse una vita tormentata. Fu trovato morto nel suo appartamento con ferite di arma da fuoco, così come la figlia Carmen di soli 17 mesi, che però sopravvisse. L'inchiesta conseguente stabilì che si trattò di suicidio, ma la famiglia credeva che fosse stato assassinato in un modo da simulare il suicidio, perché nel 1964 aveva lasciato una lettera dattiloscritta in cui affermava che gli erano stati fatti attentati per impedirgli di ottenere i soldi che gli erano dovuti e di parlare con le autorità di accordi nel mondo della boxe.
La International Boxing Hall of Fame lo ha riconosciuto tra i più grandi pugili di ogni tempo.